# Pepa Guardiola Chorro
Pepa Guardiola Chorro (Xàbia, Marina Alta, 17 de febrer 1953), és una escriptora, mestra i feminista valenciana.
Descendent de família llauradora, estudià Magisteri a Alacant, i exercí la docència durant 40 anys.
Pepa Guardiola és una escriptora reconeguda en l'àmbit de la narrativa contemporània valenciana.  Com a escriptora va publicar la primera obra  l'any 1988, Contes de riurau, un recull de contes tradicionals de la Marina Alta. Al llarg de la seua trajectòria literària ha escrit i publicat nombrosos contes per a totes les edats, més de trenta llibres de Literatura Infantil i Juvenil i dos novel.les per a públic lector adult. En la LIJ destaquen: L'engruna de cristall (Edicions del Bullent, 1991) Premi Carmesina de narrativa infantil; El Talismà del temps (Edicions del Bullent, 1994) Premi Samaruc; Collidors de neu (Voramar, 1995) Premi de literatura infantil i juvenil Mediterrània; Tres titelles embruixats (Vaixell de Vapor, 2000); Una llar en el món (Edicions Bromera, 2001), La casta de banya trencada (Tandem edicions, 2012). Les últimes obres de la LIJ són: Asunción busca la pau i la igualtat (edicions 96, 2018) i Una caravana màgica (jollibre 2023).
A 2009 es va estrenar en la novel·la per a adults amb l'obra El desordre de les dames (Edicions Bromera, 2009) guardonada amb el Premi Enric Valor. És una novel·la històrica centrada en episodis del segle xiii i la conquista de València, que reivindica el paper de les dones d'aquella època, tan ocult al llarg dels segles. A la novel·la "La memòria de les ones", (Balandra Edicions, 2017) escriu sobre  les dones de la seua generació.
En el camp de l'educació participà en diferents projectes educatius com la biblioteca escolar o l’animació lectora-escriptora, fou precursora en  l’ús de les TIC  a l’aula  (Tecnologies de la Informació i la Comunicació), impartí cursos sobre  la pissarra digital interactiva (PDI) i elaborà materials didàctics digitals com “L’aventura de les lletres”. Col·laborà amb diferents editorials amb lectures i propostes didàctiques per a llibres de text.
Pepa Guardiola ha pres part activa en el moviment feminista i contra la violència de gènere; ha participat assíduament amb La Xarxa de Dones de la Marina Alta. Endemés, col·labora i és membre d'honor de l'Associació Riuraus Vius, l'objectiu de la qual és conservar estes edificacions típiques del patrimoni arquitectònic valencià.

### Obres publicades
- El llop i la cogullada conte popular (Ajuntament de Xàbia, 1988).
- Contes de riurau contes populars de la Marina Alta, (Inst. d'Estudis Gil-Albert, 1988).
- "Soliloqui d'una olivera", (Contes de l'Arraval, 1989)
- "Colomí" (Contes de l'Arraval, 1991)
- L'Engruna de Cristall (Bullent, 1992).
- Històries menudes (Bullent, 1993).
- La bola de pol·len (Bullent, 1993).
- El talismà del Temps (Bullent, 1994, Esplai).
- Llumer llunyà (Ajuntament d'Ibi, 1994).
- Collidors de Neu (Voramar-Alfaguara 1995)[2]
- Un brivall sota el teló (Voramar-Alfaguara, 1997)
- La clau mestra (Cruïlla, Vaixell de Vapor, 1997)
- Els grumets del Cap Negre (Abril, 1998)
- Tres titelles embruixats (Cruïlla, Vaixell de Vapor, 2000)[3]
- Els ulls de la Nereida (EDEBE, Tucan, 2000). Traduït al castellà.
- Una llar en el món" (Bromera, Espurna Jove, 2001)[4]
- La llegenda de les aus daurades (Xàbia, 2001). Traduït a diversos idiomes
- Crònica del Planeta Ki (Guió per als escacs vivents de Xàbia, 2003).
- «Dies d'escaldà» (Penya l'Escaldà, 2004)
- Bruixes, monstres i xiquets fadrins (Planeta & Oxford, 2005)
- I jo ...què seré? (col·l. Llegirenvalencià, Fundació Bromera, 2006)
- La medalla de les formigues, i altres històries menudes (Baula, Luís Vivés, 2006)
- El desordre de les dames (Bromera, col·l. Eclèctica, 2009)[5]
- L'univers de les idees perdudes (Edicions el Pirata, 2010)[6]
- "Nit dels focs de sant Joan", (Ajuntament de Xàbia, 2012)
- "La casta de Banya Trencada" (Tàndem Edicions, 2012)[7]
- "La sort del geperut" (col·l. Llegirenvalencià amb molt de gust, Fundació Bromera, 2012)
- "La filla del moliner de Ressemblanc" (col·l. Llegirenvalencià amb molt de gust, Fundació Bromera, 2012)
- "Les portes secretes de la nit" (col·l. Llegir en Valencià les nostres Festes, Fundació Bromera, 2013)
- Contes de riurau[8]]
- "Bruna, la lluna i el far" (col·l. Llegir en Valencià les nostres cançons, Fundació Bromera 2016) “El 25 d'Abril” Tàndem-Bromera, col·l. Les nostre Festes, 2016
- "Tomeu i la fada Joanaina" (col·l. Llegir en Valencià les nostres contalles, Fundació Bromera, 2017)
- La memòria de les ones (Balandra edicions, 2017)[9]
- Asuncion busca la pau i la igualtat (edicions 96, 2018)[10]
- Una Caravana Màgica (jollibre 2023[11])

TRADUÏTS AL CASTELLÀ
“Los ojos de la Nereida” EDEBE, Tucan, 2.000.
“Un hogar en el mundo” Algar, 2003
"La llegenda de les aus daurades"
“El 25 d'Abril” Tàndem-Bromera, col·l. Les Nostres Festes, 2016
PARTICIPACIÓ EN LLIBRES COL·LECTIUS DE RELATS
"Cinc anys de narrativa curta" (Biblioteca municipal de Calp, 1989), amb «El rellotge de paret».
"9 Narradors de la Marina" (CAM, 1990), amb el conte «Dones de Mar endins».
"Un Pont al Sud"(MACMA, 2000), amb «El cant del Pantà».
" IV Trobada Literària, Vivències de la Marina" (Vent de Progrés, 2014), «Les pedres de Benimàquia».
"10 de 2" Escola Valenciana, 2015, amb el conte «També sóc d'aquesta terra».
" V Trobada Literària, Vivències de la Marina" (Vent de Progrés, 2014), amb «Na Carmelina».
"Entre Dones" (Balandra Edicions, 2016), amb el conte «On ets, mare?».
"Escriure el pais" (Onada Edicions, 2016) amb "De Buenos Aires a la Marina".
"VI Trobada Literària, Vivències de la Marina" (Vent de Progrés, 2016), amb "Bolet de garrofer" 
"Rutes de llegenda" (Aila Edicions, 2017) amb «Llegendari Montgó» i «La pesquera del Sòl del Barranc i la cova del Llop Marí».
"VII Trobada Literària, Vivències de la Marina" (Vent de Progrés, 2017), "Lleugera Consciència".

### Narracions curtes
NARRACIONS CURTES PUBLICADES EN DIFERENTS MITJANS :
"La quimera de l'aire", " Diari d'un maniàtic prodigiós", “El caragol i la cuca”, “El babau”, "Apunts de llimó" “Umbilical” “Les Donyetes de la Mitjanit” “Garlandes”, “Una senyora”, “De bona pell”, “Un somni, per favor”, "Els indults del foc", “Fragment de Lluita”. “Les cuites entre Roc Rabosot i Llot Llobater” (rondalla del segle XXI). “Ninots de falla". De pillos i confiats (rondalla del segle XXI); De Xaló a Argentina, el màgic poder de la voluntat; La vida al riurau; 

### Contes multimèdia
Matilde; Sons; Jocs de dits; Muntanyes de la Marina; Camins d'aigua; Lluna de final d'estiu; El patge del rei Baltasar; Molins de la Plana; "Una història real amb final imaginari"; "Peticions per a 2013", conte de cap d'any 2013-2014; "Última tornada"; Soliloqui del riurau Arnauda, Conte de cap d'any 2014-2015; "Temps immesurable", felicitació cap d'any 2015/2016; "Bressols de mans", felicitació de cap d'any 2016-2017.

### Premis Literaris
- Accèssit del VIII Premi Nacional de Literatura Infantil i Juvenil Altea 1.988.
- Segon Premi Vila de Calp, 1989-1990
- Premi Carmesina 1.991 amb l'obra L'engruna de Cristall.[1]
- Premi Vila d'Ibi 1.994 amb el conte Llumer llunyà.
- I Premi Mediterrani de Literatura Juvenil 1.994 amb l'obra Collidors de neu.[1]
- Premi Samaruc 1995 pel Talismà del temps.
- Finalista al Premi Vaixell de Vapor 1.996 amb La clau mestra.
- Premi Enric Valor de novel·la 2009 amb El desordre de les dames.
- Lletra Lila de l'AELC, 2019[12]
- Premi Joan Roís de Corella, dels Premis Ciutat de Gandia 2021[13]
- Premi Porrot d'Honor de les Lletres Valèncianes 2022[14]

### Altres premis
- Donatge de la Xarxa de Dones de la Marina.
- Reconeixement Rotario 2003-2004.
- Premi de la Conselleria d'Educació en el 1r Concurs d'ajudes per al desenrotllament de recursos educatius digitals, desembre 2007.
- Sòcia d'Honor de l'Associació Riuraus Vius. Gener 2008
- Premi 9 d'octubre als valors cívics, Xàbia 2009
- Premi Ocell 2015
- Reconeixement Associació Vent de Progrés 2018.
- Reconeixement a la trajectòria per la igualtat de l'Associació de Dones Matria, 2019

1. 1 2 3  «Pepa Guardiola Chorro».   Universitat d'Alacant, 17-09-2013. Arxivat de l'original el 3/3/2016. [Consulta: 2 setembre 2022].
2. ↑  Collidors de Neu (Voramar-Alfaguara 1995)
3. ↑  Tres titelles embruixats (Cruïlla, Vaixell de Vapor, 2000)
4. ↑  Una llar en el món" (Bromera, Espurna Jove, 2001). Traduït al castellà.
5. ↑  El desordre de les dames (Bromera, col·l. Eclèctica, 2009). Novel·la per a adults
6. ↑  L'univers de les idees perdudes (Edicions el Pirata, 2010)
7. ↑  La casta de Banya Trencada" (Tàndem Edicions, 2012)
8. ↑  Contes de riurau [https://www.edicions96.com/libro/contes-de-riurau_50456/ (edicions 96, 2014)
9. ↑  «La memòria de les ones (Balandra edicions, 2017) novel·la adutls».
10. ↑  Asuncion busca la pau i la igualtat (edicions 96, 2018)
11. ↑  «Una caravana màgica (jollibre 2023)».
12. ↑  «Pepa Guardiola rep la Lletra Lila | Associació d'Escriptors en Llengua Catalana», 28-03-2019. [Consulta: 8 desembre 2024].
13. ↑  «Los Premios Literarios Ciudad de Gandia reconocen la trayectoria de la escritora de Xàbia Pepa Guardiola» (en castellà). [Consulta: 8 desembre 2024].
14. ↑  «Pepa Guardiola rep el Porrot d’Honor de les Lletres Valencianes 2022 de Silla», 19-11-2022. [Consulta: 8 desembre 2024].

- Bloc literari de l'autora
- Bloc educatiu
- Autors a les aules
- AELC Pepa Guardiola
- Feministes valencianes